# Prezidentské volby 2018
V roce 2018 proběhly prezidentské volby v následujících zemích:
| Stát nebo území           | Datum 1. kola                      | Datum 2. kola                    | Vítěz                       |
| ------------------------- | ---------------------------------- | -------------------------------- | --------------------------- |
| Ambazonie                 | 4. února 2018                      | –                                | Samuel Ikome Sako           |
| Arménie                   | 2. března 2018                     | –                                | Armen Sarkisjan             |
| Ázerbájdžán               | 11. dubna 2018                     | –                                | Ilham Alijev                |
| Bangladéš                 | 18. února 2018                     | –                                | Abdul Hamid                 |
| Brazílie                  | 7. října 2018                      | 28. října 2018                   | Jair Bolsonaro              |
| Černá Hora                | 15. dubna 2018                     | –                                | Milo Đukanović              |
| Česko                     | 12. ledna 2018 až 13. ledna 2018   | 26. ledna 2018 až 27. ledna 2018 | Miloš Zeman                 |
| Čína                      | 17. března 2018                    | –                                | Si Ťin-pching               |
| Dominika                  | 1. října 2018                      | –                                | Charles Savarin             |
| Doněcká lidová republika  | 11. listopadu 2018                 | –                                | Denis Pušilin               |
| Egypt                     | 26. března 2018 až 28. března 2018 | –                                | Abd al-Fattáh as-Sísí       |
| Etiopie                   | 25. října 2018                     | –                                | Sahle-Work Zewdeová         |
| Fidži                     | 31. srpna 2018                     | –                                | Jioji Konrote               |
| Finsko                    | 28. ledna 2018                     | –                                | Sauli Niinistö              |
| Francouzská Polynésie     | 18. května 2018                    | –                                | Édouard Fritch              |
| Gruzie                    | 28. října 2018                     | 28. listopadu 2018               | Salome Zurabišviliová       |
| Irák                      | 2. října 2018                      | –                                | Barham Sálih                |
| Irsko                     | 26. října 2018                     | –                                | Michael D. Higgins          |
| Jižní Afrika              | 15. února 2018                     | –                                | Cyril Ramaphosa             |
| Kamerun                   | 7. října 2018                      | –                                | Paul Biya                   |
| Kolumbie                  | 27. května 2018                    | 17. června 2018                  | Iván Duque                  |
| DR Kongo                  | 30. prosince 2018                  | –                                | Félix Tshisekedi            |
| Kostarika                 | 4. února 2018                      | 1. dubna 2018                    | Carlos Alvarado Quesada     |
| Kuba                      | 19. dubna 2018                     | –                                | Miguel Díaz-Canel           |
| Kypr                      | 28. ledna 2018                     | 4. února 2018                    | Nikos Anastasiadis          |
| Luhanská lidová republika | 11. listopadu 2018                 | –                                | Leonid Pasečnik             |
| Madagaskar                | 7. listopadu 2018                  | 19. prosince 2018                | Andry Rajoelina             |
| Maledivy                  | 23. září 2018                      | –                                | Ibráhím Muhammad Sulih      |
| Mali                      | 29. července 2018                  | 12. srpna 2018                   | Ibrahim Boubacar Keïta      |
| Mexiko                    | 1. července 2018                   | –                                | Andrés Manuel López Obrador |
| Myanmar                   | 28. března 2018                    | –                                | Win Myin                    |
| Nepál                     | 13. března 2018                    | –                                | Bidhjá Déví Bhandáríová     |
| Pákistán                  | 4. září 2018                       | –                                | Árif Alví                   |
| Paraguay                  | 22. dubna 2018                     | –                                | Mario Abdo Benítez          |
| Republika srbská          | 7. října 2018                      | –                                | Željka Cvijanovićová        |
| Rusko                     | 18. března 2018                    | –                                | Vladimir Putin              |
| Sierra Leone              | 7. března 2018                     | 31. března 2018                  | Julius Maada Bio            |
| Sýrie                     | 6. května 2018                     | –                                | Abdurrahman Mustafa         |
| Švýcarsko                 | 5. prosince 2018                   | –                                | Ueli Maurer                 |
| Trinidad a Tobago         | 19. ledna 2018                     | –                                | Paula-Mae Weekesová         |
| Turecko                   | 24. června 2018                    | –                                | Recep Tayyip Erdoğan        |
| Venezuela                 | 20. května 2018                    | –                                | Nicolás Maduro              |
| Vietnam                   | 23. října 2018                     | –                                | Nguyễn Phú Trọng            |
| Zimbabwe                  | 30. července 2018                  | –                                | Emmerson Mnangagwa          |

Šedě podbarveny jsou nepřímé volby.